# Kevin Michael Reed
Kevin Michael Reed (* 23. září 1979 New Haven, Connecticut, Spojené státy) je americký fotograf.

## Život a dílo
Kevin Michael Reed působí v New Yorku a Miami. Vyrostl v zábavním průmyslu a vynikal ve výtvarného umění: od herectví po tanec, osvětlování scény nebo i samotné režii. Od svých dvou let vystupoval na nejrůznějších pódiích a získal mnoho mezinárodních ocenění a cen za tanec a zpěv. Automobilová havárie ho však přiměla opustit pódium a vzdát se herectví. Vyrostl takřka s fotoaparátem v ruce – dokumentoval své cesty, zážitky a prostředí z hereckých a uměleckých kruhů po dobu několika let a fotografování se po čase stalo Kevinovým hlavním zájmem a aktivitou.
Krátce po dokončení střední školy dostal nabídku práce u reklamní společnosti McMillen Advertising Corporation (MAC). Během prvního roku se ve společnosti vypracoval až do vedoucí pozice. Poté, co z MAC odešel, pracoval jako mediální odborník ve VentureDirect Worldwide, newyorské marketingové firmě. Kevin věří, že jeho zkušenosti s reklamou, které nabyl ve svých předchozích zaměstnáních, mu dnes dopomáhají k tak úspěšným snímkům, prostřednictvím kterých je schopen oslovit cílenou skupinu klientů a prodat jim daný produkt. V roce 1999 Kevin odešel z korporátního světa, aby se plně věnoval své vášni pro fotografii. Dnes pracuje v New Yorku, Miami a na svých cestách za fotografií procestoval celý svět.

## Studium
Ještě před otevřením svého vlastního foto studia v Orlandu, absolvoval Kevin Mid-Florida Technical Institute's Commercial Photography Program – Program Floridského Technického Institutu Reklamní Fotografie. Taktéž studoval fashion a komerční fotografii na newyorském Fashion Technology institutu.

## Sdružení a spolky
Je členem American Society of Media Photographers (ASMP) – Amerického Sdružení Mediálních Fotografů, Professional Photographers of America (PPA) – Profesionálních Amerických Fotografů, Advertising Photographers of America (APA) – Americké Reklamní Fotografie, National Association of Photoshop Professionals (NAPP) – Národního Sdružení Profesionálních Uživatelù Photoshopu a mnohých dalších profesionálních organizací.

## Kontrakty
Mezi Kevinovy klienty patří: „The Cool Book", Supermodels Unlimited Magazine, Sinar Bron Imaging, AURA Fashions by Hila Ohana, WRecords Fashions, Gambino Apparel Group, Henri's Cloud Nine, Innotech Systems, Mimz NYC a McMillen Advertising Corporation. Také natočil televizní reality show, kterou koprodukoval a sám režíroval. V prosinci 2007, fotografoval Miss USA 2007 Rachel Smith na titulní stránku časopisu Supermodels Unlimited Magazine a začátkem roku 2008 se stal fashion editorem tohoto časopisu.